# Llista de topònims de Sant Vicenç de Montalt
Llista de topònims (noms propis de lloc) del municipi de Sant Vicenç de Montalt, al Maresme
Informació actualitzada per un bot. Els canvis manuals es perdran quan s'actualitzi!

## carrer
| imatge | Nom                   | Ubicat a               | instància de | Detalls                                  | coordenades                                                                       | Protecció                                  | Commons (més fotos)                            | Dades a WD                    |
| ------ | --------------------- | ---------------------- | ------------ | ---------------------------------------- | --------------------------------------------------------------------------------- | ------------------------------------------ | ---------------------------------------------- | ----------------------------- |
|        | carrer de Dalt        | Sant Vicenç de Montalt | carrer       | Estil: arquitectura popular 18th century | 41° 34′ 44″ N, 2° 30′ 22″ E / 41.57898°N,2.50619°E                                | bé integrant del patrimoni cultural català | Carrer de Dalt (Sant Vicenç de Montalt)        | Modifica les dades a Wikidata |
|        | carrer de Sant Antoni | Sant Vicenç de Montalt | carrer       | Estil: arquitectura popular              | 41° 34′ 41″ N, 2° 30′ 34″ E / 41.578071°N,2.50942°E ca:C. de Sant Antoni 142 msnm | bé integrant del patrimoni cultural català | Carrer de Sant Antoni (Sant Vicenç de Montalt) | Modifica les dades a Wikidata |
|        | carrer de l'Església  | Sant Vicenç de Montalt | carrer       | Estil: arquitectura popular              | 41° 34′ 41″ N, 2° 30′ 35″ E / 41.57805°N,2.50972°E 136 msnm                       | bé integrant del patrimoni cultural català | Carrer de l'Església (Sant Vicenç de Montalt)  | Modifica les dades a Wikidata |

## casa
| imatge | Nom                                       | Ubicat a               | instància de | Detalls                                                                   | coordenades | Protecció                                  | Commons (més fotos)                                   | Dades a WD                    |
| ------ | ----------------------------------------- | ---------------------- | ------------ | ------------------------------------------------------------------------- | --- | ------------------------------------------ | ----------------------------------------------------- | ----------------------------- |
|        | Cal Ferrer de la Plaça                    | Sant Vicenç de Montalt | casa         | Estil: arquitectura popular 17th century                                  | 41° 34′ 43″ N, 2° 30′ 31″ E / 41.57867°N,2.50862°E ca:C. Sant Antoni, 2 145 msnm                                                        | bé integrant del patrimoni cultural català | Cal Ferrer de la Plaça                                | Modifica les dades a Wikidata |
|        | Cal Peó                                   | Sant Vicenç de Montalt | casa         | Estil: arquitectura popular                                               | 41° 34′ 42″ N, 2° 30′ 28″ E / 41.57838°N,2.50785°E 133 msnm                                                                             | bé integrant del patrimoni cultural català | Cal Peó (Sant Vicenç de Montalt)                      | Modifica les dades a Wikidata |
|        | Can Bosch                                 | Sant Vicenç de Montalt | casa         | Estil: arquitectura popular 18th century                                  | 41° 34′ 43″ N, 2° 30′ 28″ E / 41.57868°N,2.5079°E ca:Baixada Riera, 4 130 msnm                                                          | bé integrant del patrimoni cultural català | Can Bosch (Sant Vicenç de Montalt)                    | Modifica les dades a Wikidata |
|        | Can Campeny                               | Sant Vicenç de Montalt | casa         | Estil: arquitectura neoclàssica 19th century Estat: enderrocat o destruït | 41° 34′ 45″ N, 2° 30′ 32″ E / 41.5791°N,2.50892°E ca:C. de Baix 140 msnm                                                                | bé integrant del patrimoni cultural català |                                                       | Modifica les dades a Wikidata |
|        | Can Carles                                | Sant Vicenç de Montalt | casa         | Estil: arquitectura popular 18th century                                  | 41° 34′ 43″ N, 2° 30′ 31″ E / 41.57857°N,2.50874°E ca:C. Sant Antoni, 8-10 142 msnm                                                     | bé integrant del patrimoni cultural català | Can Carles (Sant Vicenç de Montalt)                   | Modifica les dades a Wikidata |
|        | Can Ferran                                | Sant Vicenç de Montalt | casa         | Estil: arquitectura popular 18th century                                  | 41° 34′ 47″ N, 2° 30′ 28″ E / 41.57967°N,2.50769°E ca:Carrer Major 28                                                                   | bé integrant del patrimoni cultural català | Can Ferran (Sant Vicenç de Montalt)                   | Modifica les dades a Wikidata |
|        | Can Gabriel                               | Sant Vicenç de Montalt | casa         | Estil: arquitectura popular 18th century Estat: enderrocat o destruït     | 41° 34′ 42″ N, 2° 30′ 35″ E / 41.5784°N,2.50962°E ca:Pl. de l'Església 140 msnm                                                         | bé integrant del patrimoni cultural català |                                                       | Modifica les dades a Wikidata |
|        | Can Joanet Ferran i Can Carbonell         | Sant Vicenç de Montalt | casa         | Estil: arquitectura popular                                               | 41° 34′ 46″ N, 2° 30′ 28″ E / 41.57948°N,2.50765°E                                                                                      | bé integrant del patrimoni cultural català |                                                       | Modifica les dades a Wikidata |
|        | Can Llei                                  | Sant Vicenç de Montalt | casa         |                                                                           | 41° 33′ 51″ N, 2° 31′ 02″ E / 41.56403880124839°N,2.5170975923538212°E ca:Passeig del Marquès de Casa Riera 17, Sant Vicenç del Montalt | bé cultural d'interès local                | Can Llei                                              | Modifica les dades a Wikidata |
|        | Can Mas                                   | Sant Vicenç de Montalt | casa         | Estil: arquitectura popular                                               | 41° 34′ 42″ N, 2° 30′ 36″ E / 41.57839°N,2.51007°E ca:Carrer de l'Esglèsia 14                                                           | bé integrant del patrimoni cultural català | Can Mas (Sant Vicenç de Montalt)                      | Modifica les dades a Wikidata |
|        | Can Miquel Ferran                         | Sant Vicenç de Montalt | casa         | Estil: arquitectura popular                                               | 41° 34′ 43″ N, 2° 30′ 29″ E / 41.57849°N,2.50808°E                                                                                      | bé integrant del patrimoni cultural català | Can Miquel Ferran (Sant Vicenç de Montalt)            | Modifica les dades a Wikidata |
|        | Can Mir del Raval Baix                    | Sant Vicenç de Montalt | casa         |                                                                           | 41° 34′ 13″ N, 2° 30′ 22″ E / 41.57021°N,2.50616°E                                                                                      | bé integrant del patrimoni cultural català |                                                       | Modifica les dades a Wikidata |
|        | Can Parra                                 | Sant Vicenç de Montalt | casa         | Estil: noucentisme 20th century                                           | 41° 33′ 54″ N, 2° 30′ 44″ E / 41.56497°N,2.51233°E ca:Carrer Boada, 21 19 msnm                                                          | bé integrant del patrimoni cultural català | Can Parra (Sant Vicenç de Montalt)                    | Modifica les dades a Wikidata |
|        | Can Pellicer                              | Sant Vicenç de Montalt | casa         | Estil: noucentisme                                                        | 41° 33′ 50″ N, 2° 31′ 00″ E / 41.56389°N,2.51679°E ca:Pg. Marquès de Casa Riera 18, Sant Vicenç de Montalt                              | bé integrant del patrimoni cultural català | Passeig Marítim, 18 (Sant Vicenç de Montalt)          | Modifica les dades a Wikidata |
|        | Can Pera                                  | Sant Vicenç de Montalt | casa         | Estil: arquitectura popular 18th century                                  | 41° 34′ 46″ N, 2° 30′ 23″ E / 41.57944°N,2.506439°E ca:Passatge de Dalt, 4 - C. Sant Isidre, 4 148 msnm                                 | bé integrant del patrimoni cultural català | Can Pera (Sant Vicenç de Montalt)                     | Modifica les dades a Wikidata |
|        | Can Riera                                 | Sant Vicenç de Montalt | casa         | Estil: arquitectura popular                                               | 41° 34′ 37″ N, 2° 30′ 26″ E / 41.57699°N,2.50729°E                                                                                      | bé integrant del patrimoni cultural català |                                                       | Modifica les dades a Wikidata |
|        | Can Sala                                  | Sant Vicenç de Montalt | casa         | Estil: arquitectura popular 18th century                                  | 41° 34′ 44″ N, 2° 30′ 25″ E / 41.57886°N,2.50708°E ca:C. Nou, 1 131 msnm                                                                | bé integrant del patrimoni cultural català | Can Sala (Sant Vicenç de Montalt)                     | Modifica les dades a Wikidata |
|        | Can Torrens                               | Sant Vicenç de Montalt | casa         | Estil: arquitectura popular                                               | 41° 34′ 44″ N, 2° 30′ 31″ E / 41.57887°N,2.50849°E ca:Plaça del Poble, 6 145 msnm                                                       | bé integrant del patrimoni cultural català | Can Torrens (Sant Vicenç de Montalt)                  | Modifica les dades a Wikidata |
|        | Can Xaró                                  | Sant Vicenç de Montalt | casa         | Estil: arquitectura popular 18th century                                  | 41° 34′ 46″ N, 2° 30′ 29″ E / 41.57932°N,2.507953°E ca:C. Major, 10 145 msnm                                                            | bé integrant del patrimoni cultural català | Can Xaró                                              | Modifica les dades a Wikidata |
|        | Casa a la baixada de la Riba              | Sant Vicenç de Montalt | casa         | Estil: arquitectura popular 17th century                                  | 41° 34′ 42″ N, 2° 30′ 27″ E / 41.57839°N,2.50763°E ca:Baixada de la Riba 130 msnm                                                       | bé integrant del patrimoni cultural català | Casa a la Baixada de la Riba (Sant Vicenç de Montalt) | Modifica les dades a Wikidata |
|        | Casa de Cultura de Sant Vicenç de Montalt | Sant Vicenç de Montalt | casa         | Estil: arquitectura eclèctica                                             | 41° 34′ 44″ N, 2° 30′ 30″ E / 41.57894°N,2.5084°E                                                                                       | bé integrant del patrimoni cultural català | Casal de Cultura (Sant Vicenç de Montalt)             | Modifica les dades a Wikidata |
|        | Cases                                     | Sant Vicenç de Montalt | casa         | Estil: noucentisme Estat: enderrocat o destruït                           | 41° 33′ 54″ N, 2° 30′ 45″ E / 41.56487°N,2.51252°E                                                                                      | bé integrant del patrimoni cultural català |                                                       | Modifica les dades a Wikidata |
|        | Cases de carrer                           | Sant Vicenç de Montalt | casa         | Estil: arquitectura popular                                               | | bé integrant del patrimoni cultural català |                                                       | Modifica les dades a Wikidata |
|        | Cases de carrer al carrer de Sant Antoni  | Sant Vicenç de Montalt | casa         | Estil: arquitectura popular                                               | | bé integrant del patrimoni cultural català |                                                       | Modifica les dades a Wikidata |
|        | Cases de les Ànimes                       | Sant Vicenç de Montalt | casa         | Estil: arquitectura popular                                               | 41° 33′ 58″ N, 2° 31′ 08″ E / 41.56601°N,2.51877°E                                                                                      | bé integrant del patrimoni cultural català | Cases de les Ànimes                                   | Modifica les dades a Wikidata |
|        | Conjunt noucentista a la façana marítima  | Sant Vicenç de Montalt | casa         | Estil: noucentisme                                                        | 41° 33′ 53″ N, 2° 31′ 06″ E / 41.56464380686426°N,2.5182595597513178°E                                                                  | bé integrant del patrimoni cultural català | Conjunt noucentista a la façana Marítima              | Modifica les dades a Wikidata |
|        | Na Riteta                                 | Sant Vicenç de Montalt | casa         | Estil: arquitectura popular                                               | 41° 34′ 44″ N, 2° 30′ 32″ E / 41.57882°N,2.50889°E                                                                                      | bé integrant del patrimoni cultural català |                                                       | Modifica les dades a Wikidata |
|        | Porxo de Can Baró                         | Sant Vicenç de Montalt | casa         | Estil: arquitectura popular                                               | 41° 34′ 41″ N, 2° 30′ 34″ E / 41.57803°N,2.50949°E                                                                                      | bé integrant del patrimoni cultural català | Porxo de Can Baró                                     | Modifica les dades a Wikidata |
|        | Torre al passeig Marítim, 13              | Sant Vicenç de Montalt | casa         | Estil: noucentisme                                                        | 41° 33′ 52″ N, 2° 31′ 06″ E / 41.56454°N,2.51828°E                                                                                      | bé integrant del patrimoni cultural català | Passeig Marítim 13 (Sant Vicenç de Montalt)           | Modifica les dades a Wikidata |
|        | Torre al passeig Marítim, 14              | Sant Vicenç de Montalt | casa         | Estil: noucentisme                                                        | 41° 33′ 52″ N, 2° 31′ 04″ E / 41.56438°N,2.51791°E                                                                                      | bé integrant del patrimoni cultural català | Passeig Marítim 14 (Sant Vicenç de Montalt)           | Modifica les dades a Wikidata |
|        | Torre al passeig Marítim, 15              | Sant Vicenç de Montalt | casa         | Estil: noucentisme                                                        | 41° 33′ 51″ N, 2° 31′ 04″ E / 41.56426°N,2.51767°E                                                                                      | bé integrant del patrimoni cultural català | Passeig Marítim 15 (Sant Vicenç de Montalt)           | Modifica les dades a Wikidata |
|        | Torre al passeig Marítim, 16              | Sant Vicenç de Montalt | casa         | Estil: noucentisme                                                        | 41° 33′ 51″ N, 2° 31′ 02″ E / 41.5641°N,2.51733°E                                                                                       | bé integrant del patrimoni cultural català | Passeig Marítim, 16 (Sant Vicenç de Montalt)          | Modifica les dades a Wikidata |
|        | Torre al passeig Marítim, 6               | Sant Vicenç de Montalt | casa         | Estil: noucentisme                                                        | 41° 33′ 56″ N, 2° 31′ 13″ E / 41.56547°N,2.52015°E                                                                                      | bé integrant del patrimoni cultural català | Passeig Marítim, 6 (Sant Vicenç de Montalt)           | Modifica les dades a Wikidata |
|        | Torre al passeig Marítim, 9               | Sant Vicenç de Montalt | casa         | Estil: noucentisme                                                        | 41° 33′ 55″ N, 2° 31′ 10″ E / 41.56514°N,2.5194°E                                                                                       | bé integrant del patrimoni cultural català | Passeig Marítim, 9 (Sant Vicenç de Montalt)           | Modifica les dades a Wikidata |
|        | Torre de Can Brunet                       | Sant Vicenç de Montalt | casa         | Estil: arquitectura popular                                               | 41° 34′ 47″ N, 2° 30′ 26″ E / 41.57982°N,2.5073°E ca:Carrer Major, 13                                                                   | bé integrant del patrimoni cultural català | Torre de Can Brunet                                   | Modifica les dades a Wikidata |
|        | Vila Blanca                               | Sant Vicenç de Montalt | casa         | Estil: noucentisme 20th century                                           | 41° 34′ 04″ N, 2° 30′ 36″ E / 41.5678058°N,2.5099343°E ca:Passeig dels Pins, 37 49 msnm                                                 | bé integrant del patrimoni cultural català | Vila Blanca                                           | Modifica les dades a Wikidata |
|        | cal Marial                                | Sant Vicenç de Montalt | casa         | Estil: arquitectura eclèctica 1916                                        | 41° 34′ 08″ N, 2° 31′ 04″ E / 41.56892°N,2.51766°E ca:Raval Baix Poble 49 msnm                                                          | bé integrant del patrimoni cultural català | Cal Marial (Sant Vicenç de Montalt)                   | Modifica les dades a Wikidata |
|        | can Rita                                  | Sant Vicenç de Montalt | casa         | Estil: arquitectura popular 18th century                                  | 41° 34′ 45″ N, 2° 30′ 23″ E / 41.5793°N,2.50648°E ca:Carrer de Sant Isidre. 2 153 msnm                                                  | bé integrant del patrimoni cultural català | Can Rita (Sant Vicenç de Montalt)                     | Modifica les dades a Wikidata |
|        | can Sans                                  | Sant Vicenç de Montalt | casa         | Estil: noucentisme 20th century                                           | 41° 33′ 55″ N, 2° 31′ 12″ E / 41.56537°N,2.51987°E ca:Pg. Marítim, 7 3 msnm                                                             | bé integrant del patrimoni cultural català | Can Sans (Sant Vicenç de Montalt)                     | Modifica les dades a Wikidata |
|        | casa de carrer                            | Sant Vicenç de Montalt | casa         | Estil: arquitectura popular 18th century                                  | 41° 33′ 57″ N, 2° 31′ 07″ E / 41.56588°N,2.5185°E ca:Carrer de les Animes, 43-45 5 msnm                                                 | bé integrant del patrimoni cultural català | Casa de carrer (Sant Vicenç de Montalt)               | Modifica les dades a Wikidata |
|        | edifici al passeig Marítim, 12            | Sant Vicenç de Montalt | casa         | Estil: noucentisme                                                        | 41° 33′ 53″ N, 2° 31′ 07″ E / 41.56468°N,2.51853°E                                                                                      | bé integrant del patrimoni cultural català | Passeig Marítim, 12 (Sant Vicenç de Montalt)          | Modifica les dades a Wikidata |
|        | els Arcs                                  | Sant Vicenç de Montalt | casa         | Estil: arquitectura popular 18th century                                  | 41° 33′ 57″ N, 2° 31′ 06″ E / 41.56581°N,2.51835°E ca:Carrer de les Animes, 39 6 msnm                                                   | bé integrant del patrimoni cultural català | Els Arcs (Sant Vicenç de Montalt)                     | Modifica les dades a Wikidata |
|        | la Fonda                                  | Sant Vicenç de Montalt | casa         | Estil: arquitectura popular                                               | 41° 34′ 42″ N, 2° 30′ 28″ E / 41.57838°N,2.5077°E                                                                                       | bé integrant del patrimoni cultural català | Fonda Ventura                                         | Modifica les dades a Wikidata |

## edifici
| imatge | Nom               | Ubicat a               | instància de                | Detalls                                                  | coordenades                                                                                          | Protecció                                  | Commons (més fotos)            | Dades a WD                    |
| ------ | ----------------- | ---------------------- | --------------------------- | -------------------------------------------------------- | --- | ------------------------------------------ | ------------------------------ | ----------------------------- |
|        | Casa Boada        | Sant Vicenç de Montalt | edifici edifici residencial | Arquitecte: Josep Antoni Coderch i de Sentmenat          | 41° 33′ 52″ N, 2° 30′ 49″ E / 41.5645°N,2.5135°E ca:carrer Can Boada 6, 08394 Sant Vicenç de Montalt |                                            |                                | Modifica les dades a Wikidata |
|        | Casa dels Pagesos | Sant Vicenç de Montalt | edifici                     | Estil: arquitectura popular Estat: enderrocat o destruït | 41° 34′ 40″ N, 2° 30′ 32″ E / 41.57788°N,2.50881°E                                                   | bé integrant del patrimoni cultural català |                                | Modifica les dades a Wikidata |
|        | Delme             | Sant Vicenç de Montalt | edifici                     | Estil: noucentisme 20th century                          | 41° 34′ 43″ N, 2° 30′ 32″ E / 41.5787°N,2.50897°E ca:C. de Sant Antoni, 9 142 msnm                   | bé integrant del patrimoni cultural català | Delme (Sant Vicenç de Montalt) | Modifica les dades a Wikidata |

## entitat singular de població
| imatge | Nom                                  | Ubicat a               | instància de                                                 | Detalls  | coordenades                                                                | Protecció | Commons (més fotos) | Dades a WD                    |
| ------ | ------------------------------------ | ---------------------- | ------------------------------------------------------------ | -------- | -------------------------------------------------------------------------- | --------- | ------------------- | ----------------------------- |
|        | Baix Poble                           | Sant Vicenç de Montalt | entitat singular de població                                 | 1248 hab | 41° 34′ 33″ N, 2° 30′ 47″ E / 41.575805555556°N,2.5130555555556°E 116 msnm |           |                     | Modifica les dades a Wikidata |
|        | Riera de Torrentbò                   | Sant Vicenç de Montalt | entitat singular de població                                 | 217 hab  | 41° 35′ 47″ N, 2° 30′ 44″ E / 41.596292°N,2.512195°E 190 msnm              |           |                     | Modifica les dades a Wikidata |
|        | Sant Vicenç de Montalt               | Sant Vicenç de Montalt | entitat singular de població ens local històric de Catalunya | 3129 hab | 41° 34′ 42″ N, 2° 30′ 34″ E / 41.57840228°N,2.50930848°E 142 msnm          |           |                     | Modifica les dades a Wikidata |
|        | Supermaresme-la Ferrera              | Sant Vicenç de Montalt | entitat singular de població                                 | 251 hab  | 41° 35′ 00″ N, 2° 29′ 58″ E / 41.5832414°N,2.49935085°E 221 msnm           |           |                     | Modifica les dades a Wikidata |
|        | el Balís                             | Sant Vicenç de Montalt | entitat singular de població                                 | 116 hab  | 41° 33′ 44″ N, 2° 30′ 24″ E / 41.5622°N,2.5068°E 6 msnm                    |           |                     | Modifica les dades a Wikidata |
|        | el Passeig del Marquès de Casa Riera | Sant Vicenç de Montalt | entitat singular de població                                 | 267 hab  | 41° 33′ 53″ N, 2° 31′ 05″ E / 41.56478475°N,2.51816629°E 3 msnm            |           |                     | Modifica les dades a Wikidata |
|        | el Regadiu Nord                      | Sant Vicenç de Montalt | entitat singular de població                                 | 156 hab  | 41° 34′ 07″ N, 2° 30′ 34″ E / 41.56867528°N,2.50946603°E 64 msnm           |           |                     | Modifica les dades a Wikidata |
|        | el Regadiu Sud                       | Sant Vicenç de Montalt | entitat singular de població                                 | 249 hab  | 41° 33′ 59″ N, 2° 30′ 33″ E / 41.56644027°N,2.50917111°E 38 msnm           |           |                     | Modifica les dades a Wikidata |
|        | la Plana d'en Manent                 | Sant Vicenç de Montalt | entitat singular de població                                 | 7 hab    | 41° 35′ 19″ N, 2° 30′ 55″ E / 41.58855°N,2.515157°E 198 msnm               |           |                     | Modifica les dades a Wikidata |
|        | les Ànimes                           | Sant Vicenç de Montalt | entitat singular de població                                 | 1085 hab | 41° 33′ 58″ N, 2° 31′ 08″ E / 41.566182°N,2.518952°E 5 msnm                |           |                     | Modifica les dades a Wikidata |

## masia
| imatge | Nom                   | Ubicat a                                         | instància de | Detalls                                  | coordenades | Protecció                                  | Commons (més fotos)                   | Dades a WD                    |
| ------ | --------------------- | ------------------------------------------------ | ------------ | ---------------------------------------- | --- | ------------------------------------------ | ------------------------------------- | ----------------------------- |
|        | Ca l'Angeleta Neula   | Sant Vicenç de Montalt                           | masia        | Estil: arquitectura popular 18th century | 41° 34′ 50″ N, 2° 30′ 26″ E / 41.58065°N,2.50726°E                                                               | bé integrant del patrimoni cultural català |                                       | Modifica les dades a Wikidata |
|        | Ca n'Icu              | Sant Vicenç de Montalt                           | masia        |                                          | 41° 34′ 44″ N, 2° 30′ 22″ E / 41.578899956841255°N,2.505998611450196°E ca:Carrer de Dalt, Sant Vicenç de Montalt | bé cultural d'interès local                |                                       | Modifica les dades a Wikidata |
|        | Can Busquets          | Sant Vicenç de Montalt                           | masia        | Estil: arquitectura popular 16th century | 41° 34′ 48″ N, 2° 30′ 26″ E / 41.57991°N,2.50735°E ca:C. Major, 13 151 msnm                                      | bé integrant del patrimoni cultural català | Can Busquets (Sant Vicenç de Montalt) | Modifica les dades a Wikidata |
|        | Can Calella           | Sant Vicenç de Montalt                           | masia        |                                          | 41° 34′ 08″ N, 2° 30′ 46″ E / 41.5688182128212°N,2.51280052689216°E                                              |                                            |                                       | Modifica les dades a Wikidata |
|        | Can Fabregat          | Sant Andreu de Llavaneres Sant Vicenç de Montalt | masia        |                                          | 41° 35′ 06″ N, 2° 29′ 44″ E / 41.5849565168706°N,2.49545149662144°E                                              |                                            |                                       | Modifica les dades a Wikidata |
|        | Can Jordi             | Sant Vicenç de Montalt                           | masia        | Estil: arquitectura popular 18th century | 41° 34′ 31″ N, 2° 30′ 27″ E / 41.5752°N,2.50746°E ca:Raval de Baix Poble                                         | bé integrant del patrimoni cultural català | Can Jordi (Sant Vicenç de Montalt)    | Modifica les dades a Wikidata |
|        | Can Mandri            | Sant Vicenç de Montalt                           | masia        |                                          | 41° 35′ 06″ N, 2° 29′ 57″ E / 41.5851346411082°N,2.49910921301329°E                                              |                                            |                                       | Modifica les dades a Wikidata |
|        | Can Milans del Bosc   | Sant Vicenç de Montalt                           | masia hotel  | Estil: arquitectura popular              | 41° 35′ 14″ N, 2° 31′ 02″ E / 41.58711°N,2.51717°E ca:Camí de Can Milans                                         | bé integrant del patrimoni cultural català | Can Milans del Bosc                   | Modifica les dades a Wikidata |
|        | Can Mir               | Sant Vicenç de Montalt                           | masia        | Estil: arquitectura eclèctica            | 41° 34′ 15″ N, 2° 30′ 21″ E / 41.57071°N,2.50573°E                                                               | bé integrant del patrimoni cultural català |                                       | Modifica les dades a Wikidata |
|        | Can Misser            | Sant Vicenç de Montalt                           | masia        | Estil: barroc                            | 41° 35′ 04″ N, 2° 30′ 04″ E / 41.58452°N,2.5011°E                                                                | bé integrant del patrimoni cultural català |                                       | Modifica les dades a Wikidata |
|        | Can Montalt del Bosch | Sant Vicenç de Montalt                           | masia        | Estil: arquitectura popular              | 41° 35′ 59″ N, 2° 29′ 39″ E / 41.5998°N,2.49422°E                                                                | bé integrant del patrimoni cultural català |                                       | Modifica les dades a Wikidata |
|        | Can Móra de Baix      | Sant Vicenç de Montalt                           | masia        | Estil: arquitectura popular              | 41° 34′ 46″ N, 2° 30′ 28″ E / 41.57944°N,2.507778°E ca:Carrer Major, 7                                           | bé integrant del patrimoni cultural català | Can Móra de Baix                      | Modifica les dades a Wikidata |
|        | Can Móra de Dalt      | Sant Vicenç de Montalt                           | masia        | Estil: arquitectura popular              | 41° 34′ 56″ N, 2° 30′ 20″ E / 41.58222°N,2.505556°E ca:Camí de Can Mora de Dalt                                  | bé integrant del patrimoni cultural català | Can Mora de Dalt                      | Modifica les dades a Wikidata |
|        | Can Niella            | Sant Vicenç de Montalt                           | masia        |                                          | 41° 34′ 58″ N, 2° 30′ 05″ E / 41.582839177826°N,2.50150228664949°E                                               |                                            |                                       | Modifica les dades a Wikidata |
|        | Can Patoi             | Sant Vicenç de Montalt                           | masia        |                                          | 41° 34′ 14″ N, 2° 30′ 18″ E / 41.5705773105343°N,2.5049909708294°E                                               |                                            |                                       | Modifica les dades a Wikidata |
|        | Can Ramonet           | Sant Vicenç de Montalt                           | masia        |                                          | 41° 34′ 55″ N, 2° 30′ 10″ E / 41.5819805322441°N,2.50290048175226°E                                              |                                            |                                       | Modifica les dades a Wikidata |
|        | Can Segal             | Sant Vicenç de Montalt                           | masia        |                                          | 41° 34′ 36″ N, 2° 31′ 25″ E / 41.5766903519542°N,2.52348933986711°E                                              |                                            |                                       | Modifica les dades a Wikidata |
|        | Can Serra             | Sant Vicenç de Montalt                           | masia        | Estil: arquitectura popular              | 41° 33′ 52″ N, 2° 30′ 25″ E / 41.56448°N,2.50708°E                                                               | bé integrant del patrimoni cultural català |                                       | Modifica les dades a Wikidata |
|        | Can Solà              | Sant Vicenç de Montalt                           | masia        |                                          | 41° 35′ 12″ N, 2° 31′ 05″ E / 41.5865663539675°N,2.51796994255981°E                                              |                                            |                                       | Modifica les dades a Wikidata |
|        | Can Sot del Camp      | Sant Vicenç de Montalt                           | masia        |                                          | 41° 34′ 14″ N, 2° 30′ 53″ E / 41.5706366378632°N,2.51468197630919°E                                              |                                            |                                       | Modifica les dades a Wikidata |
|        | Can Torrent dels Pins | Sant Vicenç de Montalt                           | masia        |                                          | 41° 35′ 39″ N, 2° 30′ 56″ E / 41.5941498693861°N,2.51568176098574°E                                              |                                            |                                       | Modifica les dades a Wikidata |
|        | Can Valentí           | Sant Vicenç de Montalt                           | masia        |                                          | 41° 33′ 55″ N, 2° 30′ 19″ E / 41.5653457855922°N,2.50539070500882°E                                              |                                            |                                       | Modifica les dades a Wikidata |
|        | Caseta d'en Cabot     | Sant Vicenç de Montalt                           | masia        |                                          | 41° 35′ 24″ N, 2° 30′ 30″ E / 41.5899843969241°N,2.50834614825012°E                                              |                                            |                                       | Modifica les dades a Wikidata |
|        | can Coll              | Sant Vicenç de Montalt                           | masia        | Estil: arquitectura popular 16th century | 41° 34′ 41″ N, 2° 30′ 34″ E / 41.57809066772461°N,2.5094289779663086°E ca:Carrer de Sant Antoni, 19 137 msnm     | bé integrant del patrimoni cultural català | Can Coll (Sant Vicenç de Montalt)     | Modifica les dades a Wikidata |
|        | can Gasull            | Sant Vicenç de Montalt                           | masia        | Estil: arquitectura popular 18th century | 41° 34′ 47″ N, 2° 30′ 38″ E / 41.57977°N,2.51061°E ca:Raval de Llevant 135 msnm                                  | bé integrant del patrimoni cultural català | Can Gasull (Sant Vicenç de Montalt)   | Modifica les dades a Wikidata |
|        | casa Nova             | Sant Vicenç de Montalt                           | masia        | Estil: arquitectura popular 18th century | 41° 34′ 37″ N, 2° 30′ 21″ E / 41.57685°N,2.50591°E ca:Cami del Transformador 133 msnm                            | bé integrant del patrimoni cultural català | Casa Nova (Sant Vicenç de Montalt)    | Modifica les dades a Wikidata |
|        | la Mongia             | Sant Vicenç de Montalt                           | masia        | Estil: arquitectura popular 16th century | 41° 34′ 49″ N, 2° 30′ 28″ E / 41.58033°N,2.50786°E ca:Carrer de la Mongia, 8 147 msnm                            | bé integrant del patrimoni cultural català | La Mongia (Sant Vicenç de Montalt)    | Modifica les dades a Wikidata |
|        | les Ànimes            | Sant Vicenç de Montalt                           | masia        |                                          | 41° 33′ 59″ N, 2° 31′ 07″ E / 41.5662940249618°N,2.51870833656184°E                                              |                                            |                                       | Modifica les dades a Wikidata |

## muntanya
| imatge | Nom              | Ubicat a                                                 | instància de | Detalls | coordenades                                                            | Protecció | Commons (més fotos) | Dades a WD                    |
| ------ | ---------------- | -------------------------------------------------------- | ------------ | ------- | ---------------------------------------------------------------------- | --------- | ------------------- | ----------------------------- |
|        | Montalt          | Sant Andreu de Llavaneres Dosrius Sant Vicenç de Montalt | muntanya     |         | 41° 36′ 15″ N, 2° 29′ 47″ E / 41.6041277928°N,2.49632222322°E 597 msnm |           | Montalt (Dosrius)   | Modifica les dades a Wikidata |
|        | Turó d'en Bosc   | Sant Vicenç de Montalt                                   | muntanya     |         | 41° 35′ 32″ N, 2° 30′ 00″ E / 41.59230833°N,2.50012806°E 403.9 msnm    |           |                     | Modifica les dades a Wikidata |
|        | Turó de l'Oriola | Sant Vicenç de Montalt                                   | muntanya     |         | 41° 35′ 36″ N, 2° 29′ 41″ E / 41.59341944°N,2.49468333°E 427.2 msnm    |           |                     | Modifica les dades a Wikidata |

## Misc
| imatge | Nom                                         | Ubicat a               | instància de                                    | Detalls                                                          | coordenades                                                                                           | Protecció                                  | Commons (més fotos)                         | Dades a WD                    |
| ------ | ------------------------------------------- | ---------------------- | ----------------------------------------------- | ---------------------------------------------------------------- | --- | ------------------------------------------ | ------------------------------------------- | ----------------------------- |
|        | BV-5034                                     | Sant Vicenç de Montalt | carretera                                       |                                                                  | 41° 34′ 06″ N, 2° 31′ 20″ E / 41.5682°N,2.52214°E                                                     |                                            |                                             | Modifica les dades a Wikidata |
|        | Cal Capellà                                 | Sant Vicenç de Montalt | rectoria                                        | Estil: arquitectura popular 18th century                         | 41° 34′ 43″ N, 2° 30′ 33″ E / 41.57862°N,2.5091°E ca:Pl. de l'Església 142 msnm                       | bé integrant del patrimoni cultural català | Cal Capellà (Sant Vicenç de Montalt)        | Modifica les dades a Wikidata |
|        | La Plana (Sant Vicenç de Montalt)           | Sant Vicenç de Montalt | assentament humà                                |                                                                  | 41° 35′ 13″ N, 2° 30′ 30″ E / 41.586888888889°N,2.5083888888889°E                                     |                                            |                                             | Modifica les dades a Wikidata |
|        | Molí d'en Gibert                            | Sant Vicenç de Montalt | molí d'aigua                                    |                                                                  | 41° 35′ 29″ N, 2° 31′ 20″ E / 41.5913936695742°N,2.52214540879691°E                                   |                                            |                                             | Modifica les dades a Wikidata |
|        | Pont de la riera                            | Sant Vicenç de Montalt | pont                                            | Estil: arquitectura popular 20th century                         | 41° 34′ 48″ N, 2° 30′ 24″ E / 41.57998°N,2.50664°E ca:Riera del Ranxo, 9 153 msnm                     | bé integrant del patrimoni cultural català | Pont de la riera (Sant Vicenç de Montalt)   | Modifica les dades a Wikidata |
|        | Sant Llop                                   | Sant Vicenç de Montalt | ermita església                                 |                                                                  | 41° 33′ 55″ N, 2° 30′ 34″ E / 41.56523°N,2.509448°E ca:Camí del Mig o de Sant Llop 36 msnm            | bé amb protecció urbanística               |                                             | Modifica les dades a Wikidata |
|        | Torre de Can Valls                          | Sant Vicenç de Montalt | torre de defensa                                | Estil: arquitectura popular                                      | 41° 34′ 03″ N, 2° 30′ 54″ E / 41.56753°N,2.515°E ca:Parc dels Germans Gabrielistes - Carrer Montnegre | bé integrant del patrimoni cultural català | Torre de Can Valls (Sant Vicenç de Montalt) | Modifica les dades a Wikidata |
|        | can Valls                                   | Sant Vicenç de Montalt | jardí públic                                    | Estil: arquitectura popular 20th century                         | 41° 34′ 05″ N, 2° 30′ 52″ E / 41.56803°N,2.51442°E ca:Raval Baix Poble 43 msnm                        | bé integrant del patrimoni cultural català | Can Valls (Sant Vicenç de Montalt)          | Modifica les dades a Wikidata |
|        | casa consistorial de Sant Vicenç de Montalt | Sant Vicenç de Montalt | casa consistorial                               |                                                                  | 41° 34′ 42″ N, 2° 30′ 34″ E / 41.578227°N,2.5095538°E ca:Carrer de Sant Antoni 13 139 msnm            |                                            | Casa de la Vila de Sant Vicenç de Montalt   | Modifica les dades a Wikidata |
|        | creu de terme                               | Sant Vicenç de Montalt | creu de terme                                   |                                                                  | 41° 33′ 50″ N, 2° 30′ 46″ E / 41.56392661614455°N,2.5127237045711985°E                                | bé integrant del patrimoni cultural català |                                             | Modifica les dades a Wikidata |
|        | església de Sant Vicenç de Montalt          | Sant Vicenç de Montalt | església                                        | Estil: gòtic flamíger                                            | 41° 34′ 43″ N, 2° 30′ 35″ E / 41.5785330376152°N,2.50972856038857°E ca:Plaça de l'Església            | bé integrant del patrimoni cultural català | Església de Sant Vicenç de Montalt          | Modifica les dades a Wikidata |
|        | mar Mediterrània                            |                        | mar interior mar mediterrani conca hidrogràfica | Superfície: 2500000km² Profunditat: 5267 1541m Volum: 3839000km³ | 38° N, 17° E / 38°N,17°E 0 msnm                                                                       |                                            | Mediterranean Sea                           | Modifica les dades a Wikidata |
|        | passeig del Marquès                         | Sant Vicenç de Montalt | conjunt urbà                                    | Estil: noucentisme                                               | 41° 33′ 51″ N, 2° 31′ 04″ E / 41.56418991088867°N,2.517703056335449°E ca:Passeig del Marquès          |                                            |                                             | Modifica les dades a Wikidata |
|        | platja de Sant Vicenç de Montalt            | Sant Vicenç de Montalt | platja                                          |                                                                  | 41° 33′ 38″ N, 2° 30′ 37″ E / 41.5605°N,2.51016°E                                                     |                                            | Beaches of Sant Vicenç de Montalt           | Modifica les dades a Wikidata |
|        | riera de Sant Vicenç                        | Sant Vicenç de Montalt | curs d'aigua                                    | Desemboca: mar Mediterrània                                      | 41° 33′ 58″ N, 2° 30′ 41″ E / 41.56624°N,2.51136°E                                                    |                                            | Riera de Sant Vicenç                        | Modifica les dades a Wikidata |